# Late Night (film)
Pour les articles homonymes, voir Late Night.
Pour plus de détails, voir Fiche technique et Distribution.
Late Night ou Fin de soirée au Québec est une comédie américaine réalisée par Nisha Ganatra sortie en 2019.

## Synopsis
Katherine Newbury est une star de la télévision américaine, la première femme à avoir son propre talk show, mais depuis une décennie, son audience décline et la patronne de la chaîne de télévision qui l'emploie, Caroline Morton, souhaite la remplacer par un animateur plus jeune. Par ailleurs, Katherine s'avère très peu à l'écoute de ses collaborateurs, qui ont tous le même profil: ce sont des hommes blancs. 
Une jeune femme d'origine indienne, Molly Patel, est alors engagée et, bien que peu expérimentée dans le domaine de la comédie, elle se révèle talentueuse. Leurs relations sont souvent conflictuelles, mais Molly parvient à faire comprendre à Katherine que les temps ont changé et qu'elle doit apporter de profonds changements dans son émission.   
Katherine Newbury apprend que Caroline Morton souhaite la remplacer par Daniel Tennant, un comique qu'elle juge médiocre, raciste et misogyne. Elle décide de se battre pour renouveler son style et faire remonter son audience. Elle réussit à améliorer ses résultats d'une façon significative, mais la direction de la chaîne persiste dans son idée de la remplacer par Daniel Tennant.   
Katherine décide alors de se rebeller, soutenue par Molly et, lors de l'émission où elle est censée présenter Daniel Tennant et annoncer qu'il va prendre le relais, elle provoque la surprise en affirmant qu'elle compte continuer. Un e-mail dévoilant une relation extraconjugale de Katherine avec l'un des membres de son équipe est soudainement rendu public, la mettant dans une situation très gênante. Katherine s'excuse auprès de son mari, puis publiquement lors de son émission, et sa dignité impressionne Caroline Morton qui décide finalement de maintenir son talk show.      
Un an plus tard, l'équipe d'auteurs s'est nettement diversifiée, ethniquement et sur le plan du genre, Molly a pris du galon au sein de l'équipe et l'émission remporte un grand succès.

## Fiche technique
- Titre original : Late Night
- Titre québécois : Fin de soirée[2]
- Réalisation : Nisha Ganatra
- Scénario : Mindy Kaling
- Décors : Elizabeth Jones
- Costumes : Mitchell Travers
- Photographie : Matthew Clark
- Montage : Eleanor Infante
- Musique : Lesley Barber
- Producteur : Mindy Kaling, Howard Klein, Jillian Apfelbaum et Ben Browning
- Sociétés de production : Imperative Entertainment et FilmNation Entertainment
- Société de distribution : Amazon Studios et ARP Sélection
- Pays d'origine :  États-Unis
- Langue originale : anglais
- Format : couleur
- Genre : Comédie
- Durée : 102 minutes
- Dates de sortie :
  - États-Unis :
    - 25 janvier 2019 (Sundance)
    - 14 juin 2019 (en salles)

  - France : 21 août 2019

## Distribution
- Emma Thompson (VF : Frédérique Tirmont ; VQ : Élise Bertrand) : Katherine Newbury
- Mindy Kaling (VF : Audrey Sablé ; VQ : Annie Girard) : Molly Patel
- John Lithgow (VQ : Guy Nadon) : Walter Lovell
- Reid Scott (VQ : François-Simon Poirier) : Tom Campbell
- Hugh Dancy (VF : Yann Sundberg ; VQ : Martin Watier) : Charlie Fain
- Denis O'Hare (VQ : Frédéric Desager) : Brad
- Max Casella (VQ : Jean-Jacques Lamothe) : Burdit
- John Early (VF : Glen Hervé ; VQ : Alexandre L'Heureux) : Reynolds
- Ike Barinholtz (VF : Laurent Maurel ; VQ : Alexandre Fortin) : Daniel Tennant
- Amy Ryan (VQ : Mélanie Laberge) : Caroline Morton
- Paul Walter Hauser (VQ : Bruno Marcil) : Mancuso
- Megalyn Echikunwoke : Robin
- Halston Sage : Zoe Martlin
- Marc Kudisch (VF : Eric Peter) : Billy Kastner
- Bill Maher : lui-même
- Seth Meyers : lui-même
- Annaleigh Ashford (VF : Cindy Lemineur) : Mimi Mismatch
- Maria Dizzia : Joan
- Jake Tapper : lui-même

## Accueil

### Critiques
Le site Allociné recense une moyenne des critiques presse de 3,4/5. 
Pour Le Parisien, « en patronne tyrannique, sans vie privée et sans pitié, Emma Thompson est formidable de charisme et de drôlerie. Et si le discours sur la diversité qui sous-tend la fin du film, est un poil bien pensant, on se régale des jeux de ping-pong verbaux entre la star de la télé et ses auteurs. ». Pour Télérama, « Le plus excitant, dans ce tête-à-tête féminin (et féministe), n’est pas l’optimisme prévisible d’une rédemption à la Frank Capra. C’est la rencontre de deux actrices : Mindy Kaling est parfaite de fraîcheur et d’autodérision. Et Emma Thompson domine sans effort la distribution, magistrale et touchante reine des glaces. ».

### Box-office
| Pays ou région    | Box-office      | Date d'arrêt du box-office | Nombre de semaines |
| ----------------- | --------------- | -------------------------- | ------------------ |
| États-Unis Canada | 15 499 454 $    | 29 août 2019               | 12                 |
| France            | 116 542 entrées | 2 octobre 2019             | 6                  |
| Total mondial     | 22 386 555 $    | -                          | -                  |

## Distinction

### Nomination
- Golden Globes 2020 : Meilleure actrice dans un film musical ou une comédie pour Emma Thompson